# Аррасская уния
Арра́сская у́ния (фр. Union d'Arras; А́трехтская уния, нидерл. Unie van Atrecht) — объединение валлонских провинций Нидерландов (Эно, Артуа, Дуэ), оформленное договором 6 января 1579 года в Аррасе (провинция Артуа); позднее к Аррасской унии присоединились Лилль, Орши и др.

## Предыстория
Карл V Габсбург получил по наследству от своей матери Хуаны I Безумной Испанию, а от отца Филиппа I Красивого — Нидерланды. В 1549 году именно Карл V издал Прагматическую санкцию, отделившую Семнадцать провинций из состава Священной Римской империи и сделавшую их наследственным владением дома династии Габсбургов. Целый ряд причин (неурожай 1566 года, повышение налогов, нетерпимость к движению протестантизма) породили реакцию в виде иконоборческого восстания и последующую череду волнений, которые выльются в гражданскую войну, спровоцированную протестантскими агитаторами. В те времена штатгальтером Нидерландов была Маргарита Пармская. Однако в 1567 году испанский король отправил в Нидерланды герцога Альбу, наделив его практическими безграничными полномочиями. Благодаря ему, к 1570 году испанцы в целом подавили мятеж на всей территории Нидерландов. 8 ноября 1576 года между северными (кальвинистскими) и южными (католическими) провинциями Нидерландов было заключено соглашение (Гентское умиротворение), в котором были провозглашены религиозная терпимость и политическое единство для совместной борьбы против испанских сил.
Полководец Алессандро Фарнезе (1579—1589 гг.), герцог Пармский и преемник Дона Хуана Австрийского, сумел примирить дворянство Юга, напуганное успехами движения, с испанским господством, договориться с дворянством, примирить южные провинции с властью Испании и разрушить союз южных и северных провинций, заключенный в Генте. После этого был подписан договор в аббатстве Сен-Васт в г. Аррассе, которым предусматривалось соблюдение «Гентского умиротворения» и «Вечного эдикта», признание католицизма единственной религией. В стране шла настоящая гражданская война: нидерландское дворянство стремилось, получив власть, образовать аристократическую республику. Богатое купечество не соглашалось уступать ему первенство. Мелкие торговцы и городская беднота действовали самостоятельно. Вильгельм Оранский пытался балансировать между разными силами.
В 1579 года был подписан официальный договор с испанским наместником Александром Фарнезе, восстановивший на этих условиях власть Филиппа II над валлонскими провинциями, таким образом, фактически сепаративный выход из административного состава страны. Революционные провинции Севера ответили на Аррасскую унию заключением в 1579 году Утрехтской унии.

## Создание документа
Обеими сторонами перед подписанием договора был выработан ряд пунктов, которыми закреплялось и гарантировалось следующее:
Требование Южных провинций Нидерландов:
- Вывод и запрет на формирование в дальнейшем на территориях Южных провинций Нидерландов военного контингента или баз иностранных государств;
- Организация и деятельность Государственного Совета должна регламентироваться положениями времен Карла V;
- Две трети членов Совета должны быть назначены путём консенсуса и с разрешения всех сторон, подписавших данный договор;
- Все привилегии, которые были предоставлены до начала Нидерландской революции, должны быть восстановлены;
- Католицизм должен стать единственной конфессией. Любая другая конфессия, в том числе кальвинизм, должна быть запрещена.

Следует отметить регионы, которые выступили за сепаративный выход из состава Нидерландов, создание своего самоуправления и нового административно-территориального образования и подписали Аррасскую унию:
- Графство Эно;
- Графство Артуа;
- Лилль, Дуэ и Орши (Фландрия);
- Архиепархия Камбре.

Также следует отметить регионы, которые выступали за Союз, но юридически не оформили согласие путём подписи;
- Графство Намюр,
- Графство Люксембург,
- Герцогство Лимбург.[2]

## Последствия
Несмотря на чётко прописанный в договоре пункт о недопущении какого-либо присутствия иностранной военной силы, Александр Фарнезе, герцог Пармы, использует Южную провинцию Нидерландов в качестве базы и плацдарма, чтобы начать завоевание Северных провинций. Успехи испанцев на юге сделали очевидной неосуществимость идеи всенидерландского союза. В ответ на это семь северных провинций в том же году заключили в 1579 году свой союз, Утрехтскую унию. Разделение Нидерландов на Фландрию (С XVII века под Фландрией подразумевалась не только собственно Фландрия, самая богатая область южных Нидерландов, но и все южные Нидерланды в целом.) и Голландию было обусловлено развитием нидерландской буржуазной революции. Феодальное дворянство Фландрии вместе с местной крупной буржуазией, испуганные размахом народного революционного движения, пошли на компромисс с испанскими Габсбургами и оставили национальную идею революции. Новое Северное государство назвало себя Республикой Соединенных провинций, или просто Голландией, по имени самой значительной из них провинции. На должность президента (штатгальтера) был выдвинут принц Вильгельм I Оранский. Впоследствии Генеральные Штаты и вовсе подписали в 1581 Акт о клятвенном отречении. После этого документа Испания послала новую армию против Северных Провинций. Её возглавил Алессандро Фарнезе, герцог Пармский, который завоевал основную часть Фландрии и Брабант, а также значительную часть северо-восточных провинций, повсюду восстанавливая католичество и подвергая протестантов казням и пыткам. Вильгельм Оранский, объявленный вне закона Филиппом II в марте 1580, был убит сторонником короля Бальтазаром Жераром 10 июля 1584 года. Антверпен, на то время крупнейший город в Нидерландах, был взят в 1585 году, в результате чего более половины его населения бежало на север Нидерландов. В целом Аррасская уния имела катастрофические и необратимые последствия для территориальной целостности Нидерландов как государства. Южные провинции с их католическим укладом и восприятием жизни никогда больше не войдут в состав Нидерландов. Впоследствии именно эти земли составят основу государства Бельгия, существование которого будет закреплено Лондонским договором 1839 года.